# Instituto Max Planck de Física de Sistemas Complexos
O Instituto Max Planck de Física de Sistemas Complexos (em alemão:  Max-Planck-Institut für Physik komplexer Systeme - MPI PKS) é uma instituição de pesquisa não universitária com sede em Dresden. O instituto realiza pesquisas científicas básicas em várias áreas da física teórica.

## História
O Instituto Max Planck de Física de Sistemas Complexos foi fundado em novembro de 1992 por resolução do Senado da Sociedade Max Planck. O diretor fundador foi o físico teórico Peter Fulde, que anteriormente foi diretor do Instituto Max Planck de Pesquisas Sobre o Estado Sólido em Stuttgart. Em janeiro de 1994 os trabalhos foram iniciados em um prédio provisório e, após uma fase de construção de quase 2 anos, o instituto mudou-se em julho de 1997 para o novo prédio especialmente construído no qual ainda está localizado atualmente.

## Laureados (seleção)
A seguir está uma lista selecionada de prêmios e homenagens (em ordem alfabética) que foram concedidos aos membros do MPI PKS:
- Bernhard Heß-Preis: Markus Heyl (2018)
- Carlsberg Foundation Young Researcher Fellowship: Anne E. B. Nielsen (2020)
- Dissertationspreis der SKM (DPG): Johannes Knolle (2015)
- DRESDEN EXCELLENCE AWARD: Sebastian Wüster (2019)
- EMBO Young Investigator Award: Stephan Grill (2010)
- CMD Europhysics Prize: Roderich Moessner (2012)
- ERC Starting Grant: Christoph Weber (2020), Steffen Rulands (2020), Markus Heyl (2019), Jens Bardarson (2015)
- H.C. Ørsted Research Talent Prize: Anne E. B. Nielsen (2020)
- Hertha-Sponer-Preis: Martina Hentschel (2011)
- Prêmio Gottfried Wilhelm Leibniz: Frank Jülicher (2017),[2][3] Roderich Moessner (2013)[4][5]
- Gustav-Hertz-Preis: Thomas Pohl (2010)[6]
- Marian-Smoluchowski-Emil-Warburg-Physikpreis: Peter Fulde (2011)
- Otto-Hahn-Medaille: Jonas Ranft (2012)
- Prêmio Paul Ehrlich e Ludwig Darmstaedter da Paul Ehrlich-Stiftung: Stephan Grill (2011)
- Prêmio Robert Wichard Pohl: Frank Jülicher (2006)
- Prêmio Sackler: Frank Jülicher (2007)
- Tsungming-Tu-Preis do National Science Councils, Taiwan: Peter Fulde (2009)[7]
- Prêmio Walter Schottky: Frank Pollmann (2015)[8]

## Prêmio de Física Dresden
O Prêmio de Física Dresden foi fundado em 2015 pelo diretor emérito do MPI PKS Peter Fulde, concedido a cientistas "que deram uma contribuição especial para a estreita cooperação entre a TU Dresden e o MPI-PKS". O prêmio, agora dotado com 5 000 euros, é concedido anualmente pela TU Dresden e pelo MPI PKS com o objetivo de promover a cooperação entre o MPI-PKS e a Faculdade de Física da TU Dresden e homenagear pesquisadores excepcionais cujo trabalho para os cientistas de Dresden é de particular importância.
Recipientes:
- 2017 Daniel P. Arovas
- 2018 Jacques Prost[11]
- 2019 Klaus Richter
- 2020 Adam Nahum[12]
- 2021 Gijsje Koenderink[13]